# Lacistema robustum
Lacistema robustum är en tvåhjärtbladig växtart som beskrevs av Adalbert Carl Karl Friedrich Hellwig Conrad Schnizlein. Lacistema robustum ingår i släktet Lacistema och familjen Lacistemataceae. IUCN kategoriserar arten globalt som livskraftig. Inga underarter finns listade i Catalogue of Life.